# Ключевка (Белебеевский район)
Ключевка (баш. Ключевка) — деревня в  Семенкинского сельсовета Белебеевского района Республики Башкортостан.

## Население
| 2002 | 2009 | 2010 |
| ---- | ---- | ---- |
| 19   | ↗20  | ↗21  |

Национальный состав
Согласно переписи 2002 года, преобладающая национальность — чуваши (95 %).

## Географическое положение
Расстояние до:
- районного центра (Белебей): 29 км,
- центра сельсовета (Старосеменкино): 6 км,
- ближайшей ж/д станции (Аксаково): 41 км.